# ルイ・フランセン

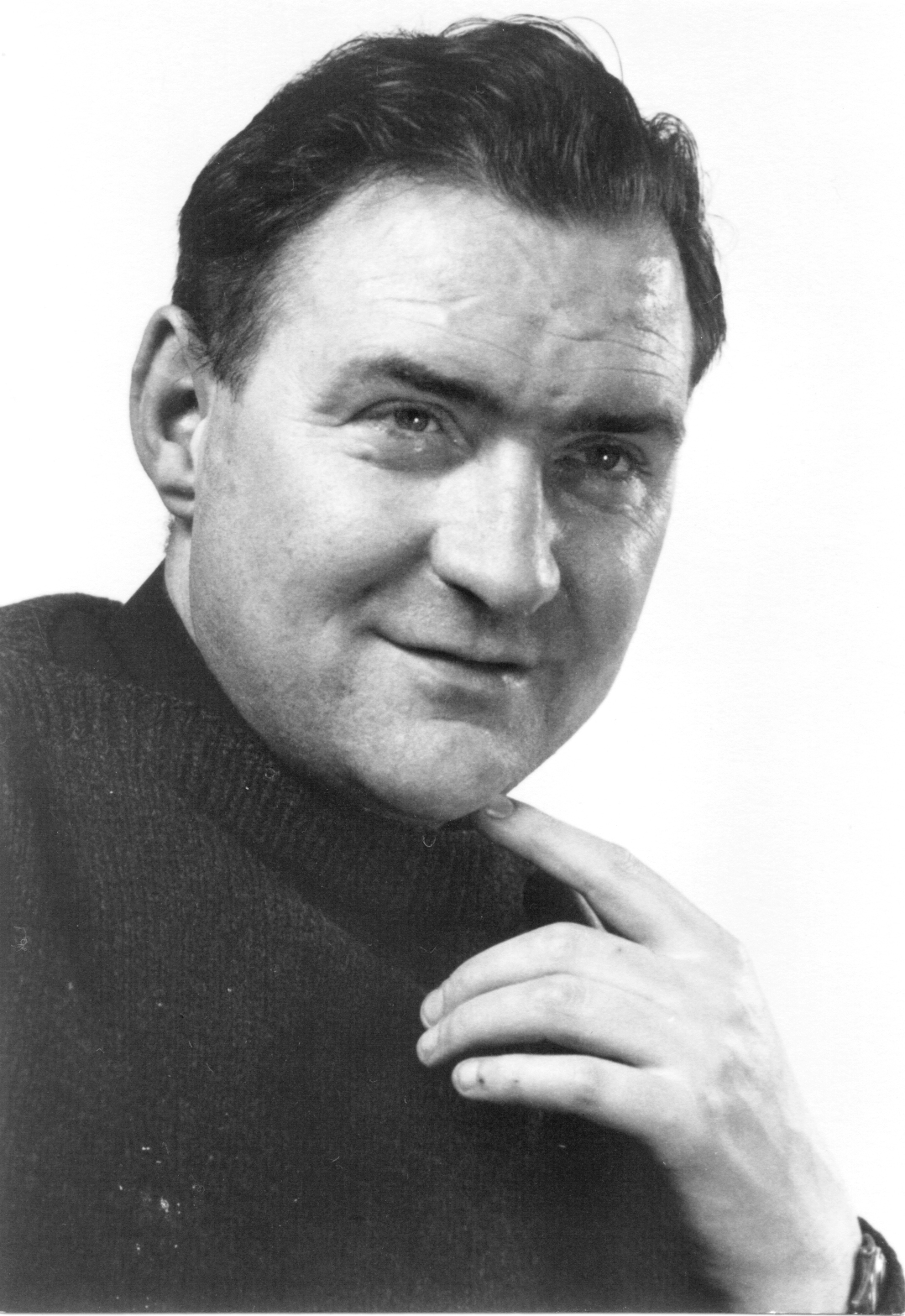
若い時

ルイ・フランセン（仏: Louis Fransen、1928年10月10日 - 2010年4月26日）は、ベルギーの芸術家。

## 生涯

### 生い立ち
1928年10月10日、ベルギーのアントワープ州に生まれる。子供の頃から美術好きで、中学生になると美術のサークルに参加し、デッサンや油絵を描いていた。高校生に入るとステンドグラスにも関心を持つようになり、近くに住む美術大学の教師に制作を習っていた。このころから外国の文化、芸術への関心を持ち、多くの国を訪ねることを夢見ていた。

### 大学、来日
ルーヴェン・カトリック大学で哲学と神学を学び、中学校でギリシア語とラテン語の教鞭を2年間とった後、1957年カトリック教会の宣教師として姫路の淳心会に赴任した。ここで彼は姫路と長崎の教会で、室内装飾の仕事をしながら日本語を習得した。
日本のことをもっと深く理解したいと思うようになった彼は、1960年より慶應義塾大学文学部（第1類）で東洋哲学及び日本美術、東洋美術を学び始める。1964年に卒業するとベルギーへ帰国する。アントワープアカデミーにて焼き物やステンドグラスの勉強をしながら、故郷のホーグストラーテン市に誰でも学ぶことのできる国立美術学院の創設に参画した。

### 再来日
1966年再来日した彼は佐賀県有田町にて日本の焼き物を学ぶ。一年後には東京藝術大学の聴講生となった。その後大学院修士課程に入学し、自由に芸術に向き合う多くの人々に触発され、「西洋の物の考え方から抜け出したい」と強く考えるようになる。大学院修了後1971年からは同大学外国人非常勤講師として勤め始めた。1972年から74年の間に三度メキシコを中心とした南米各国を訪ね、アステカ・マヤ・インカ文明などに触れた。当時メキシコでは壁画運動が盛んであり、そこでシケイロス、マティアス・ゲーリッツ、ルイス・ニシサワといった多くの著名な芸術家と交友を結び、壁画制作に関する多くのことを学んだ。

### 滝久雄との出会い
滝久雄との出会いは彼の人生を大きく変えることとなる。当時、財団法人日本交通文化協会で専務理事をしていた滝は「駅は鉄道を利用する人々が出会う場所、街の中心となる場所である。」という考えから、駅を中心とするパブリックアートの実現に取り組み始めていた。パブリックアートの事業を一緒に実現させるための同志を求めていた滝は、ルイ・フランセンの存在を知り、当時彼が住んでいた松原教会を訪ねた。教会の室内装飾以外の仕事に対する強い渇望があった彼にとって、滝からの誘いは大きな一歩を踏み出すきっかけとなった。その後1977年に滝が設立した現代壁画研究所（現 クレアーレ工房）の所長となり、自身の壁画制作とともに多くの作家のパブリックアート作品にも関わっていく。

### 陶板レリーフを用いたパブリックアートの制作
現代壁画研究所の所長に就任すると、彼は焼き物―陶板レリーフを壁画にすることを始める。ヨーロッパで焼き物を勉強した後、日本の焼き物に出会い、それらの個性的な美しさに感銘を受けた。日本の焼き物は他には見られない“味”があり、その触感を壁画の中で生かせないかと考えた。彼が陶板を壁画にするにあたって大切にしていたことが二つある。一つ目は焼き物が焼きあがったときに偶然できる色を生かして制作を行ったということだ。陶板レリーフの色付けに用いる釉薬の色は、焼成すると思わぬ色が出ることがある。その偶然にできた色を生かし、また感じたり印象を受けたりすることを大切にして陶板の制作を行った。すべてを自分の意図通りにするのではなく、最後は自然にまかせる、という態度は彼が東洋から得た考え方でもある。二つ目は凹凸をつけて立体感を持たせるときに、色彩はなるべく単純に使うようにしたことだ。平面の絵とは異なり、三次元の陶板では奥行きが存在し、それによって影ができる。その立体と色のバランスをうまく調整することによって空間への広がりを持つパブリックアート作品を作り出した。

### ステンドグラスの制作
ヨーロッパでは長い歴史の中でステンドグラスは宗教とともに発展してきた。20世紀に入ると宗教に従属しない、アートとして人を楽しませるためのステンドグラスが生まれた。特にドイツでは第二次世界大戦後、国中の教会が再建、修復されたことにより、現代的なステンドグラスが発達した。ルイ・フランセンが現代ステンドグラスの第一人者であるルードヴィッヒ・シャフラットに出会ったのは、1981年に大宮駅の陶版レリーフ『川の祭り』の制作時であった。同時期に大宮駅のステンドグラス『光と水と生命』を制作していたシャフラットと親交を深めた彼は、ガラス本来が持つ美しさを生かすこと、鉛線の曲線を生かすことなどを学び、自由で楽しい彼のステンドグラスの作風を確立させた。

## 作品（代表作）
- 仙台第三法務総合庁舎 『杜の緑』（ステンドグラス）　2011年2月
- 茨城空港 『想い出』（ステンドグラス）　2010年1月
- JR拝島駅自由通路 『美しい水の流れ、吹き渡る風に夢をのせて』（ステンドグラス）　2007年8月
- みなとみらい線 新高島駅 『Deep Sea Dreams』（ステンドグラス）　2004年1月
- 都営地下鉄大江戸線 牛込柳町駅 『柳町グラフィティー』（陶板レリーフ）　2000年10月
- 横浜市営地下鉄 立場駅 『JOY OF LIFE』（陶板）　1999年7月
- 御殿場市立御殿場中学校 『スポーツ』（ステンドグラス）　1998年3月
- 千葉都市モノレール 千葉駅 『そよ風』（陶板）　1995年7月
- 東京家庭・簡易裁判所合同庁舎 『希望』（ステンドグラス）　1994年7月
- JR大宮駅新幹線南コンコース待合室 『川の祭り』（陶板レリーフ）　原画：岡田又三郎   1983年1月
- 京成東成田線 東成田駅『曲水の宴』（陶板レリーフ）　版画：森田曠平    1980年5月

「曲水の宴」（1980年5月）
「JOY OF LIFE」（1999年7月）
「Deep Sea Dreams (2004)」（2004年1月）